# 紐卡斯爾 (緬因州普查規定居民點)
紐卡斯爾（英語：Newcastle）是位於美國緬因州林肯縣的一個普查規定居民點。

## 人口
根據2020年美國人口普查的數據，紐卡斯爾的面積為7.23平方千米，當中陸地面積為5.61平方千米，而水域面積為1.62平方千米。當地共有人口660人，而人口密度為每平方千米91.29人。